# ران اوی بی (تگزاس)
ران اوی بی، تگزاس (به انگلیسی: Runaway Bay, Texas) یک شهر در ایالات متحده آمریکا با جمعیت ۱٬۲۸۶ نفر است که در تگزاس واقع شده‌است.

## موقعیت جغرافیایی
موقعیت جغرافیایی شهرها و مناطق اطراف به شرح زیر است: